# Grand Prix Monaka 1980
Grand Prix Monaka 1980 (oficiálně XXXVIII Grand Prix de Monaco) se jela na okruhu Circuit de Monaco v Monte Carlu v Monaku dne 18. května 1980. Závod byl šestým v pořadí v sezóně 1980 šampionátu Formule 1.

## Kvalifikace
| Poř.   | No. | Jezdec                | Konstruktér     | Čas      | Ztráta   |
| ------ | --- | --------------------- | --------------- | -------- | -------- |
| 1      | 25  | Didier Pironi         | Ligier-Ford     | 1:24.813 | —        |
| 2      | 28  | Carlos Reutemann      | Williams-Ford   | 1:24.882 | + 0.069  |
| 3      | 27  | Alan Jones            | Williams-Ford   | 1:25.202 | + 1.019  |
| 4      | 5   | Nelson Piquet         | Brabham-Ford    | 1:25.358 | + 1.175  |
| 5      | 26  | Jacques Laffite       | Ligier-Ford     | 1:25.510 | + 1.327  |
| 6      | 2   | Gilles Villeneuve     | Ferrari         | 1:26.104 | + 1.921  |
| 7      | 22  | Patrick Depailler     | Alfa Romeo      | 1:26.210 | + 2.027  |
| 8      | 23  | Bruno Giacomelli      | Alfa Romeo      | 1:26.227 | + 2.044  |
| 9      | 3   | Jean-Pierre Jarier    | Tyrrell-Ford    | 1:26.369 | + 2.186  |
| 10     | 8   | Alain Prost           | McLaren-Ford    | 1:26.826 | + 2.643  |
| 11     | 29  | Riccardo Patrese      | Arrows-Ford     | 1:26.828 | + 2.645  |
| 12     | 4   | Derek Daly            | Tyrrell-Ford    | 1:26.838 | + 2.655  |
| 13     | 10  | Jan Lammers           | ATS-Ford        | 1:26.883 | + 2.700  |
| 14     | 12  | Elio de Angelis       | Lotus-Ford      | 1:26.930 | + 2.747  |
| 15     | 30  | Jochen Mass           | Arrows-Ford     | 1:26.956 | + 2.773  |
| 16     | 15  | Jean-Pierre Jabouille | Renault         | 1:27.099 | + 2.916  |
| 17     | 1   | Jody Scheckter        | Ferrari         | 1:27.182 | + 2.999  |
| 18     | 20  | Emerson Fittipaldi    | Fittipaldi-Ford | 1:27.495 | + 3.312  |
| 19     | 11  | Mario Andretti        | Lotus-Ford      | 1:27.514 | + 3.331  |
| 20     | 16  | René Arnoux           | Renault         | 1:27.524 | + 3.341  |
| 21     | 7   | John Watson           | McLaren-Ford    | 1:27.731 | + 3.548  |
| 22     | 31  | Eddie Cheever         | Osella-Ford     | 1:27.808 | + 3.625  |
| 23     | 17  | Geoff Lees            | Shadow-Ford     | 1:27.842 | + 3.659  |
| 24     | 21  | Keke Rosberg          | Fittipaldi-Ford | 1:28.381 | + 4.198  |
| 25     | 6   | Ricardo Zunino        | Brabham-Ford    | 1:28.384 | + 4.201  |
| 26     | 14  | Tiff Needell          | Ensign-Ford     | 1:29.188 | + 5.005  |
| 27     | 18  | David Kennedy         | Shadow-Ford     | 1:39.986 | + 15.803 |
| Zdroj: |     |                       |                 |          |          |

## Závod
| Poř.   | No. | Jezdec                | Konstruktér     | Počet kol | Čas/Odstoupení | Pořadí na startu | Body |
| ------ | --- | --------------------- | --------------- | --------- | -------------- | ---------------- | ---- |
| 1      | 28  | Carlos Reutemann      | Williams-Ford   | 76        | 1:55:34.365    | 2                | 9    |
| 2      | 26  | Jacques Laffite       | Ligier-Ford     | 76        | +1:13.629      | 5                | 6    |
| 3      | 5   | Nelson Piquet         | Brabham-Ford    | 76        | +1:17.726      | 4                | 4    |
| 4      | 30  | Jochen Mass           | Arrows-Ford     | 75        | +1 kolo        | 15               | 3    |
| 5      | 2   | Gilles Villeneuve     | Ferrari         | 75        | +1 kolo        | 6                | 2    |
| 6      | 20  | Emerson Fittipaldi    | Fittipaldi-Ford | 74        | +2 kola        | 18               | 1    |
| 7      | 11  | Mario Andretti        | Lotus-Ford      | 73        | +3 kola        | 19               |      |
| 8      | 29  | Riccardo Patrese      | Arrows-Ford     | 73        | +3 kola        | 11               |      |
| 9      | 12  | Elio de Angelis       | Lotus-Ford      | 68        | Nehoda         | 14               |      |
| NC     | 9   | Jan Lammers           | ATS-Ford        | 64        | Neklasifikován | 13               |      |
| Ret    | 25  | Didier Pironi         | Ligier-Ford     | 54        | Nehoda         | 1                |      |
| Ret    | 16  | René Arnoux           | Renault         | 53        | Nehoda         | 20               |      |
| Ret    | 22  | Patrick Depailler     | Alfa Romeo      | 50        | Motor          | 7                |      |
| Ret    | 1   | Jody Scheckter        | Ferrari         | 27        | Zacházení      | 17               |      |
| Ret    | 15  | Jean-Pierre Jabouille | Renault         | 25        | Převodovka     | 16               |      |
| Ret    | 27  | Alan Jones            | Williams-Ford   | 24        | Diferenciál    | 3                |      |
| Ret    | 23  | Bruno Giacomelli      | Alfa Romeo      | 0         | Kolize         | 8                |      |
| Ret    | 3   | Jean-Pierre Jarier    | Tyrrell-Ford    | 0         | Kolize         | 9                |      |
| Ret    | 8   | Alain Prost           | McLaren-Ford    | 0         | Kolize         | 10               |      |
| Ret    | 4   | Derek Daly            | Tyrrell-Ford    | 0         | Kolize         | 12               |      |
| DNQ    | 7   | John Watson           | McLaren-Ford    |           |                |                  |      |
| DNQ    | 31  | Eddie Cheever         | Osella-Ford     |           |                |                  |      |
| DNQ    | 17  | Geoff Lees            | Shadow-Ford     |           |                |                  |      |
| DNQ    | 21  | Keke Rosberg          | Fittipaldi-Ford |           |                |                  |      |
| DNQ    | 6   | Ricardo Zunino        | Brabham-Ford    |           |                |                  |      |
| DNQ    | 14  | Tiff Needell          | Ensign-Ford     |           |                |                  |      |
| DNQ    | 18  | David Kennedy         | Shadow-Ford     |           |                |                  |      |
| Zdroj: |     |                       |                 |           |                |                  |      |

## Průběžné pořadí po závodě
Pohár jezdců
| Pořadí | Jezdec           | Body |
| ------ | ---------------- | ---- |
| 1      | Nelson Piquet    | 22   |
| 2      | René Arnoux      | 21   |
| 3      | Alan Jones       | 19   |
| 4      | Didier Pironi    | 17   |
| 5      | Carlos Reutemann | 15   |
| Zdroj: |                  |      |

Pohár konstruktérů
| Pořadí | Konstruktér   | Body |
| ------ | ------------- | ---- |
| 1      | Williams-Ford | 34   |
| 2      | Ligier-Ford   | 29   |
| 3      | Brabham-Ford  | 22   |
| 4      | Renault       | 21   |
| 5      | Arrows-Ford   | 11   |
| Zdroj: |               |      |